# Шапокляк
„Шапокляк“ е съветски куклен анимационен филм, режисиран от Роман Качанов и издаден от филмовото студио „Союзмультфильм“ на 18 юли 1974 г. Продължение на филма „Чебурашка“ (1971).

## Сюжет
Крокодилът Гена и Чебурашка отиват на морска почивка с влак номер 8 „Москва - Ялта“, но Шапокляк им краде билетите и портфейла. Затова приятелите се оставят на първата гара, на 200 км от Москва. Крокодилът Гена и Чебурашка вървят само 1 км (до знака „до Москва 199 км“), като по пътя оставят неща, които Шапокляк, возейки се на количка, взима. В бъдеще обаче тя трябва да се обедини с приятели, за да се бори с бракониерите и местната фабрика за чистота на горите и реките близо до Москва. След като печелят и възстановяват справедливостта, Гена, Чебурашка и Шапокляк се прибират у дома на покрива на лек автомобил.

## Снимачен екип

### Създатели
- сценарий Едуард Успенски, Роман Качанов
- режисьор – Роман Качанов
- художник-постановчик – Леонид Шварцман
- оператори – Александър Жуковски, Теодор Бунимович
- Композитор – Владимир Шаински
- звуков инженер – Георги Мартинюк
- аниматори: Мая Бузинова, Наталия Дабижа, Юрий Норщайн, Павел Петров, Борис Савин
- редактор – Надежда Трещева
- редактор – Наталия Абрамова
- кукли и декори изработени от: Владимир Алисов, Лилианна Лютинская, Светлана Знаменская, Семьон Етлис, Олег Масаинов, Александър Ширчков, Марина Чеснокова
- под ръководството на Роман Гюров
- режисьор на картината – Нейтън Битман

### В ролите
- Василий Ливанов – Крокодил Гена
- Ирина Мазинг – Шапокляк
- Клара Румянова – Чебурашка
- Владимир Ферапонтов – контрольор / туристи бракониери / директор на фабрика / Крокодил Гена (вокали)

## В България
В България филмът е издаден на DVD през 2007 г. от А Дизайн с български дублаж. Ролите се озвучават от Живка Донева, Живко Джуранов и Станислав Пищалов.